# مو دانفورد
مو دانفورد (انگلیسی: Moe Dunford؛ زادهٔ ۱۱ دسامبر ۱۹۸۷) یک بازیگر ایرلندی است. او بیشتر برای بازی در فیلم‌های وایکینگ‌ها، روز پاتریک (۲۰۱۴)، ناکلدوست (۲۰۲۰) و کشتار با اره‌برقی در تگزاس (۲۰۲۲) شناخته می‌شود. او جوایز متعددی از جمله سه جایزه فیلم و تلویزیون ایرلندی را دریافت کرده است. 
دانفورد در دانگاروان، شهرستان واترفورد، ایرلند به دنیا آمد. او در ژوئن ۲۰۰۹ از مدرسه بازیگری شادی فارغ التحصیل شد. 